# Зофия Заменхоф
Зо̀фия Замѐнхоф (на полски: Zofia Zamenhof; на есперанто: Sofio Zamenhof) е родена на 13 декември 1889 г. в гр. Херсон, Руската империя и е от еврейски произход. Тя е дъщеря на Людвик Заменхоф (1859 – 1917) и Клара Заменхоф (1863 – 1924). Сестра е на Лидия Заменхоф (1904 – 1942) и Адам Заменхоф (1888 – 1940). Зофия Заменхоф е известна с хуманния си човешки подвиг като полски педиатър, отказвайки да изостави пациентите си по времето на Холокоста и интернирането на евреи в лагера на смъртта Треблинка.

## Биография
През 1907 г. Зофия Заменхоф заминава при брат си Адам в Лозана Швейцария, където учи медицина, и завършва през 1913 г. със специализация по вътрешна медицина и педиатрия. След като преминава държавния изпит за обучение в Руската империя, тя прекарва осем години с чичо си Константин Зилберник, който работи в Украйна в административния район на гр. Харков. Зофия владее свободно есперанто, но след като става лекар, тя е твърде заета с медицинската си практика, за да продължи с преподаването и кореспонденция на есперанто.
Когато избухва Втората световна война, Зофия и нейното семейство са арестувани, тъй като нацистите са смятали есперанто движението за заплаха за Райха. По-късно тя заминава за Варшава, където семейството ѝ е вече установено, а започва работа като педиатър в еврейската болница във Варшавското гето, където е интернирана и следи неотлъчно своите пациенти. През 1939 г. е арестувана със сестра си Лидия Заменхоф и заведена в затвора Павляк. След няколко месеца в затвора Зофия и сестра ѝ са освободени, но независимо от този факт тя продължава да работи във Варшавското гето.
Условията в гетото са много тежки, с недостиг на храна, болести и отчаяние. Външният свят е затворен за тях, и накрая, през юли 1943 г. нацисткият ред във Варшава разпорежда всички евреи от Варшавското гето да бъдат депортирани „на изток“, като крайната цел е лагерът Треблинка. Зофия отива умишлено на един от тези влакове, убеждавайки нацистите, че може да даде необходимите медицински грижи на депортираните хора. Въпреки че като лекарка има възможност да не влиза във вагона за екстрадиране на евреи, тя не напуска малките си пациенти, и заедно с тях и със сестра си Лидия Заменхоф, отива в лагера за унищожение в Треблинка.
Когато влаковете пристигат в лагера, мъжете и жените биват разделяни и изпращани в импровизирани съблекални-казарми. Нарежда им се да се събличат и да свалят дори изкуствените си крайници и очила. На жените и момичетата обръсвали главите, а косата им е изпращана до фабрика в Германия, за да се използва за тапицерии. Отвеждали ги в обществена баня, в която вместо вода от душовете потича смъртоносен газ. Това е и мястото, където Зофия Заменхоф умира – в газовата камера през август 1942 г. в Треблинка.
Символичният ѝ гроб, с възпоменателна плоча, се намира на гроба на майка ѝ Клара Заменхоф в еврейското гробище на ул. „Окопова“ в гр. Варшава.